# 井朧
井胧（1997年7月7日—），出生於中國辽宁省沈阳市，中國大陸男歌手及網絡紅人。
他於2021年2月17日參加騰訊視頻偶像男團競演養成類真人秀節目《創造營2021》，並在最終排名中獲得第26名，未能成團出道。
同年在節目《為歌而贊》與寶石Gem合唱。

## 經歷

### 早年經歷
于2019年毕业于沈阳音乐学院。在12岁时，井胧及其龙凤胎姐姐井迪被父母送进沈阳乐府艺术学校学习演唱。

### 演藝經歷
2017年，参加《2017快乐男声》进入沈阳赛区10强。但遗憾止步于全国300强。
2018年，参加《中国好声音》，未能获得导师转身。
2019年，3月在抖音发布清唱《绿色》被上热搜。同年5月，参加央视五四晚会节目《我们都是追梦人—— 2019年“五月的鲜花”全国大中学生文艺会演》，演唱歌曲《再一次出发》。7月，發布在地道唱歌的短視頻《把孤独当作晚餐》获得500万点赞并在網絡上爆紅。
2020年登上浙江衛視的春節聯歡晚會。同年5月，参加在河南宝泉度假区举办的“乐来乐嗨”宝泉首届网红音乐节。6月，与其他1000名主播练习生一齐参加“练习生请开播”线上活动，并进入100强。8月30日，在台儿庄古城策划举办的“乐享青春 律动古城”台风音乐季个人专场演唱。10月3日，参加“‘聚乐双节 音你而来’--花乡奥莱村嗨唱狂欢夜”。11月，与多位抖音创作者参与抖音与电影《赤狐书生》跨界联动的“赤孤书生游园会”。
2021年2月17日，參加騰訊視頻偶像男團競演養成類真人秀節目《創造營2021》。4月17日，最終排名獲得第26名的成績，未能成團出道。5月15日，参加中央电视台音乐频道《全球中文音乐榜上榜》为新歌《笑吧》打歌。
同年5月，在節目《為歌而讚》與寶石Gem合唱。6月7日，参加腾讯视频十周年“拾光盛典”与张欣尧、甘望星、任胤蓬合唱《逆光》。
7月18日，与姐姐井迪儿首次挑战国风电子元素并融合潮流与传统的音乐作品《骁》。

### 《創造營2021》时期
| 期数   | 排名   | 升降   | 票數 （撐腰值） | 評級          | 備註 |
| 第二期 | 第11名 | 不適用 | 未有公佈撐腰值  | B → C → B → B |      |
| 第三期 | 第18名 | ▼ 7    | 未有公佈撐腰值  | B → C → B → B |      |
| 第四期 | 第14名 | ▲ 4    | 未有公佈撐腰值  | B → C → B → B |      |
| 第五期 | 第15名 | ▼ 1    | 8,974,409撐腰值 | B → C → B → B |      |
| 第六期 | 第25名 | ▼ 10   | 未有公佈撐腰值  | B → C → B → B |      |
| 第七期 | 第33名 | ▼ 8    | 3,616,730撐腰值 | B → C → B → B |      |
| 第八期 | 第25名 | ▲ 8    | 未有公佈撐腰值  | B → C → B → B |      |
| 第九期 | 第26名 | ▼ 1    | 1,480,501撐腰值 | B → C → B → B |      |

## 音樂作品

### 合作單曲
| 发行日期      | 歌曲名称 | 歌曲資料                                                             | MV | 备注                                 |
| ------------- | -------- | -------------------------------------------------------------------- | -- | ------------------------------------ |
| 2019年9月2日  | 《是你》 | - 作詞：郭栋楠 - 作曲：郭演晋 - 制作人：王迦奕                       |    | 《我的女友是机器人》插曲，与西彬合作 |
| 2021年8月25日 | 《无虞》 | - 作词：刘畅 - 作曲：谭旋 - 编曲：李乃刚 - 制作人：谭旋              |    | 《周生如故》插曲，与李紫婷合作       |
| 2021年1月10日 | 《不舍》 | - 作词：曹德智／付茂华 - 作曲：Koshin胡臻／三谷秀甫 - 编曲：三谷秀甫 |    | 与赖美云合作                         |

### 單曲
| 发行日期       | 歌曲名称           | 歌曲資料                                                                              | MV | 备注                                       |
| -------------- | ------------------ | ------------------------------------------------------------------------------------- | -- | ------------------------------------------ |
| 2019年8月15日  | 《我走后》         | - 作詞／作曲：小咪 - 编曲：巩一凡@骁Studio                                            |    |                                            |
| 2019年10月23日 | 《回到原点》       | - 作詞：Avenger_young - 作曲：闫津                                                    |    |                                            |
| 2019年12月12日 | 《那是爱》         | - 作詞：郑国锋 - 作曲：李天阳                                                         |    |                                            |
| 2020年2月4日   | 《望见》           | - 作詞：林乔 - 作曲：郑国锋 - 编曲：关天天                                            |    |                                            |
| 2020年4月25日  | 《丢了你》         | - 作詞：崔辰 - 作曲：闫骁男 - 編曲:巩一凡@骁Studio                                    |    | YouTube观看量4211万                        |
| 2020年10月8日  | 《不删》           | - 作詞：闫骁男，张娉言，@骁Studio - 作曲：闫骁男，@骁Studio - 編曲：姚瀚霄@骁Studio   |    |                                            |
| 2020年11月3日  | 《弃》             | - 作詞／作曲／编曲：卢文韬                                                            |    |                                            |
| 2021年4月29日  | 《笑吧》           | - 作詞：夏飞 - 作曲：闫骁男                                                           |    | 離開節目《創造營2021》後第一首歌曲         |
| 2021年7月18日  | 《骁》             | - 作詞：闫骁男/刘思情/张汇泉@骁Studio - 作曲：闫骁男@骁Studio - 編曲：姚瀚霄@骁Studio |    | 与龙凤胎姐姐井迪合唱                       |
| 2021年7月29日  | 《愛很孤獨》       | - 作詞：李玉国 - 作曲：闫骁男@骁Studio                                                |    |                                            |
| 2021年7月29日  | 《不要分手太快》   | - 作詞：李玉国 - 作曲：陈美含                                                         |    |                                            |
| 2021年8月14日  | 《凡人英雄》       | - 作詞：谭冰 - 作曲：胡小鸥 - 编曲：彭玮瀚 - 制作人：胡小鸥                           |    | 网络电影《赘婿之吉兴高照》主题曲           |
| 2021年8月15日  | 《偏偏是你》       | - 作詞：张灵歌/唐思淼 - 作曲：张灵歌                                                  |    |                                            |
| 2021年9月28日  | 《情謡》           | - 作词：辛沐丶林喬 作曲：武鵬飛 编曲：俊吉                                            |    | 网剧《国子监来了个女弟子》插曲             |
| 2021年10月6日  | 《墜落孤島》       | - 作詞：陈霖 - 作曲：曹雯婷                                                           |    |                                            |
| 2021年11月24日 | 《与我为敌》       | - 作詞：Richh／炎廷@金蜗牛lrc - 作曲：汤成君Jun／刘京                                 |    | 网易决战平安京手游系列皮肤主题曲           |
| 2021年12月17日 | 《玲瓏酒》         | - 作词 : 路柯 - 作曲 : 路柯 - 編曲 : 曾吳秋杰                                         |    |                                            |
| 2022年8月16日  | 《彼岸》           | - 作词：沈忞維、陳恬 - 作曲：陈恬 - 编曲：黃一、高嘉欣                                |    | 電視劇《蒼蘭訣》插曲；与龙凤胎姐姐井迪合唱 |
| 2022年9月6日   | 《那天》           | - 作词: 曾詠欣 - 作曲: 邓智伟 - 制作人: 邓智伟、袁卓祺                                |    | 电视剧《超时空罗曼史》温情主题曲           |
| 2022年9月15日  | 《点点》           | - 作词: eLynn 陳箴 - 作曲: eLynn 陳箴 - 制作人: 黄冠伦                                |    |                                            |
| 2023年11月10日 | 《三千世界不見你》 | 作詞: 林澪一 作曲: 林澪一 編曲: 閔成偉 製作人: 衣睿                                   |    | 《寧安如夢》插曲                           |

### 《創造營2021》表演曲目
| 發行日期      | 歌曲資料 | 備註         |
| 2021年2月20日 | 《不怕不怕》 - 歌曲說明：初評級舞台（組合） - 原唱者：郭美美 - 合作演唱者：胡燁韜、张欣尧、甘望星                              | 第一期（下） |
| 2021年3月6日  | 《破繭》 - 歌曲說明：小組競演歌曲 - 原唱者：张韶涵 - 合作演唱者：甘望星、和马、于洋、诺言、都築雄哉                            | 第三期       |
| 2021年3月10日 | 《我們一起闖》 - 歌曲說明：節目官方主題曲 - 原唱者：原創歌曲 - 合作演唱者：全體學員                                            | 中文版       |
| 2021年3月10日 | 《Chuang To-Gather Go！》 - 歌曲說明：節目官方主題曲 - 原唱者：原創歌曲 - 合作演唱者：全體學員                                 | 英語版       |
| 2021年3月28日 | 《我管你》 - 歌曲說明：位置測評歌曲 - 原唱者：华晨宇 - 合作演唱者：伯远、甘望星、吳宇恆、邵明明                                | 第六期       |
| 2021年4月10日 | 《NaNa Party》 - 歌曲說明：主題考核歌曲 - 原唱者：原創歌曲 - 合作演唱者：赞多、魏子越、张腾、谢兴阳、付思超 - 助演嘉賓：毛晓彤 | 第八期       |

## 演唱会
| 举办时间                   | 場次                       | 地點                       | 備註                       |
| 「井胧2024马来西亚演唱会」 | 「井胧2024马来西亚演唱会」 | 「井胧2024马来西亚演唱会」 | 「井胧2024马来西亚演唱会」 |
| -------------------------- | -------------------------- | -------------------------- | -------------------------- |
| 2024/06/01                 | 马来西亚                   | Mega Star Arena            |                            |
| 井胧井迪同一个起点的伙伴   |                            |                            |                            |
| 2025/4/26                  | 北京                       | 华熙LIVE·五棵松·M空间      |                            |
| 2025/05/17                 | 广州                       | 广州海珠合生广场           |                            |
| 2025/6/14                  | 济南                       | 山东省会大剧院·歌剧厅      |                            |

## 雜誌

### 电子刊
| 年份   | 发行日期 | 杂志名称 | 主题       | 备注   |
| ------ | -------- | -------- | ---------- | ------ |
| 2021年 | 5月      | 昕薇     | 夏日郊游记 | 电子刊 |

### 实体刊
| 年份   | 发行日期 | 杂志名称     | 主题               | 备注   |
| ------ | -------- | ------------ | ------------------ | ------ |
| 2021年 | 5月      | MODEMagazine | 创造营2021人气选手 | 五月刊 |

## 外部連結
- 井朧的新浪微博